# Adoniram Byfield
Adonyram Byfield (... – 1660) è stato un religioso inglese, uno dei due scrivani che annotarono i verbali delle sessioni nell'Assemblea di Westminster.

## Biografia
Terzogenito di Nicholas Byfield, predicatore di Chester e di sua moglie Elizabeth. Entrò all'Emmanuel College di Cambridge in veste di sizar, ovvero uno studente povero al quale viene consentito l'accesso in cambio della prestazione di piccole mansioni, il 25 giugno 1620. Nel 1623 ottenne il baccalaureato e il 25 settembre 1625 venne ordinato sacerdote e divenne curato perpetuo della chiesa londinese di All Hallows Staining nel 1629. Non sembra aver esercitato altre professioni o attività tranne il sacerdozio, anche se lo storico inglese dei Dissenters inglesi Zachary Grey sostiene che fosse uno "speziale mancato".
Nel 1642, allo scoppio della guerra civile inglese, si aggregò come cappellano militare a un reggimento del Parlamento comandato da Sir Henry Cholmondeley. Il 6 luglio 1643 venne nominato, insieme a Henry Roborough, scrivano per l'Assemblea di Westminster, con l'assistenza del presbitero e matematico inglese John Wallis. Gli scrivani non erano considerati al pari degli altri partecipanti all'Assemblea, e non era infatti loro permesso indossare il cappello sacerdotale; ma godevano, al pari degli altri ministri, di una diaria di 4 scellini giornalieri. Fu probabilmente durante lo svolgimento dell'Assemblea che Byfield ottenne la sinecura e poi il titolo di vicario di Fulham. Tra il 1649 ed il 1654 Byfield ricevette l'incarico di canonico della parrocchia di Collingbourne Ducis, nel Wiltshire. Questo incarico non subì mutamenti a seguito della Restaurazione nonostante le sue aperte simpatie per la fazione parlamentare. Morì a Londra nella parrocchia di Saint Martin-in-the-Fields tra la fine del 1660 e gli inizi del 1661.
Samuel Butler nel suo poema satirico Hudibras fa di Adoniram Byfield un'icona degli zelanti presbiteri le cui tattiche risolute aprirono la via alla nascita del movimento degli Indipendenti.